# Euphorbia friesii
Euphorbia friesii är en törelväxtart som först beskrevs av Nicholas Edward Brown, och fick sitt nu gällande namn av Peter Vincent Bruyns. Euphorbia friesii ingår i släktet törlar, och familjen törelväxter.
Artens utbredningsområde är Zambia. Inga underarter finns listade i Catalogue of Life.